# Potamogeton paramoanus
Potamogeton paramoanus là một loài thực vật có hoa trong họ Potamogetonaceae. Loài này được R.R.Haynes & Holm-Niels. miêu tả khoa học đầu tiên năm 1982.